# Hotel Auguste-Lepoutre
O Hotel Auguste-Lepoutre é um hotel particulier histórico em Roubaix, Nord, na França. Foi construído em 1880 para Amédée Prouvost-Yon. Foi alugado por Auguste Lepoutre de 1902 em diante, e foi transformado num quartel da polícia em 1940. Está listado como um monumento histórico desde 1999.